# Lost Highway (singolo Bon Jovi)
Lost Highway è un singolo del gruppo rock statunitense Bon Jovi, pubblicato nel 2007 ed estratto dall'omonimo album Lost Highway.
Il brano è stato scritto da Jon Bon Jovi, Richie Sambora e John Shanks e prodotto da quest'ultimo.

## Formazione
- Jon Bon Jovi - voce, chitarra acustica,
- Richie Sambora - chitarra elettrica, cori,
- David Bryan - tastiere, cori
- Tico Torres - batteria

### Altri musicisti
- Hugh McDonald: basso

## Tracce
- CD Singolo - Europa

1. Lost Highway (Edited version) – 4:02
2. Hallelujah (Recorded live at Capitol Studios, Los Angeles, CA on May 1, 2007.) – 6:01